# Sephina grayi
Sephina grayi är en insektsart som beskrevs av Van Duzee 1909. Sephina grayi ingår i släktet Sephina och familjen bredkantskinnbaggar. Inga underarter finns listade i Catalogue of Life.